# 山茴香
山茴香（学名：Carlesia sinensis）为伞形科山茴香属下的一个种。其种加词“sinensis”意为“中华的”。